# Elenco de Patrões Fora

Poster da sitcom.

Abaixo está a lista do elenco da sitcom da SIC, Patrões Fora, criada por Vera Sacramento, Roberto Pereira e Sérgio Henrique. Estreou a 9 de janeiro de 2021. A sitcom segue a vida de Odete Barata, a empregada doméstica do programa de day-time da SIC, o Casa Feliz, visto que sempre que os apresentadores do programa se ausentam no fim-de-semana do programa, a empregada se aproveita o facto dos patrões lhe terem confiado a chave e leva para lá os seus familiares, às escondidas, desfrutando com eles de todas as comodidades que a casa tem para oferecer.

## Elenco

### Elenco Principal
| Ator/Atriz           | Personagem                        | Piloto    | Temporada | Temporada | Temporada          | Temporada | Temporada            | Especiais |
| Ator/Atriz           | Personagem                        | Piloto    | 1         | 2         | Temporada de Verão | 3         | Temporada de Verão 2 | Especiais |
| -------------------- | --------------------------------- | --------- | --------- | --------- | ------------------ | --------- | -------------------- | --------- |
| João Baião           | Maria Odete Barata                | Principal | Principal | Principal | Principal          | Principal | Principal            | Principal |
| Maria João Abreu (†) | Palmira Barata Silva              | Principal | Principal | Principal | Ausente            | Ausente   | Ausente              | Principal |
| José Raposo          | António José «Tozé» Barata        | Principal | Principal | Principal | Ausente            | Ausente   | Ausente              | Principal |
| Natalina José        | Emília «Milita» Barata            | Principal | Principal | Principal | Principal          | Principal | Principal            | Principal |
| Noémia Costa         | Benvinda dos Anjos                | Principal | Principal | Principal | Principal          | Principal | Principal            | Principal |
| Carlos Areia         | Norberto Silva                    | Principal | Principal | Principal | Principal          | Ausente   | Ausente              | Principal |
| Tiago Aldeia         | Manuel «Nelo» Cristiano Barata    | Principal | Principal | Principal | Principal          | Principal | Principal            | Principal |
| Sofia Arruda         | Cindy Kelly da Silva Carocha      | Principal | Principal | Principal | Principal          | Principal | Principal            | Principal |
| Cecília Henriques    | Jéssica                           | Ausente   | Adicional | Ausente   | Ausente            | Ausente   | Ausente              | Ausente   |
| Cecília Henriques    | Safira Barata                     | Ausente   | Ausente   | Ausente   | Ausente            | Principal | Principal            | Ausente   |
| Rita Salema          | Maria Assunção «Xaxão» Corte Real | Ausente   | Ausente   | Ausente   | Ausente            | Principal | Principal            | Ausente   |
| Heitor Lourenço      | Fernando Barata                   | Ausente   | Ausente   | Ausente   | Ausente            | Principal | Principal            | Ausente   |

### Participações Especiais
| Ator/Atriz       | Personagem                                            | Piloto | Temporada | Temporada | Temporada          | Temporada | Temporada            | Especiais |
| Ator/Atriz       | Personagem                                            | Piloto | 1         | 2         | Temporada de Verão | 3         | Temporada de Verão 2 | Especiais |
| ---------------- | ----------------------------------------------------- | ------ | --------- | --------- | ------------------ | --------- | -------------------- | --------- |
| Diana Chaves     | Ela mesma                                             | Sim    | Não       | Não       | Sim                | Sim       | Não                  | Sim       |
| João Baião       | Ele mesmo                                             | Sim    | Sim       | Não       | Não                | Não       | Sim                  | Sim       |
| Florbela Queiroz | Sancha Benedita Eufémia Albuquerque Corte Real «Bisó» | Não    | Não       | Não       | Não                | Sim       | Não                  | Não       |
| Sérginho         | Dr. Arnaldo Amorim                                    | Não    | Não       | Não       | Não                | Não       | Sim                  | Não       |

### Artistas Convidados
| Ator/Atriz            | Personagem | Piloto | Temporada | Temporada | Temporada          | Temporada | Especiais |
| Ator/Atriz            | Personagem | Piloto | 1         | 2         | Temporada de Verão | 3         | Especiais |
| --------------------- | ---------- | ------ | --------- | --------- | ------------------ | --------- | --------- |
| Toy                   | Ele mesmo  | Não    | Não       | Não       | Não                | Não       | Sim       |
| Daniela Ferrão        | Ela mesma  | Não    | Não       | Não       | Não                | Não       | Sim       |
| Ana Malhoa            | Ela mesma  | Não    | Não       | Não       | Não                | Não       | Sim       |
| João Carlos Moreira   | Ele mesmo  | Não    | Sim       | Não       | Não                | Não       | Não       |
| Hernâni Carvalho      | Ele mesmo  | Não    | Sim       | Não       | Não                | Não       | Não       |
| Maria João Abreu (†)  | Ela mesma  | Não    | Sim       | Não       | Não                | Não       | Não       |
| João Baptista         | Ele mesmo  | Não    | Não       | Sim       | Não                | Não       | Não       |
| Padre Borga           | Ele mesmo  | Não    | Não       | Sim       | Não                | Não       | Não       |
| Ljubomir Stanisic     | Ele mesmo  | Não    | Não       | Não       | Não                | Não       | Sim       |
| Emanuel               | Ele mesmo  | Não    | Não       | Não       | Sim                | Não       | Não       |
| Ana Patrícia Carvalho | Ela mesma  | Não    | Não       | Não       | Não                | Não       | Sim       |
| Mónica Sintra         | Ela mesma  | Não    | Não       | Não       | Não                | Sim       | Não       |

### Elenco Adicional
| Ator/Atriz          | Personagem                          | Piloto | Temporada | Temporada | Temporada          | Temporada | Temporada            | Especiais |
| Ator/Atriz          | Personagem                          | Piloto | 1         | 2         | Temporada de Verão | 3         | Temporada de Verão 2 | Especiais |
| ------------------- | ----------------------------------- | ------ | --------- | --------- | ------------------ | --------- | -------------------- | --------- |
| Nuno Pinheiro       | Agente Afonso Henriques             | Sim    | Não       | Sim       | Não                | Não       | —                    | Não       |
| Nuno Pinheiro       | Inspetor Agente Farelos             | Não    | Não       | Sim       | Não                | Não       | —                    | Não       |
| Afonso Vilela       | Natalino                            | Não    | Não       | Não       | Não                | Não       | —                    | Sim       |
| João Baião          | Óscar Barata                        | Não    | Não       | Sim       | Não                | Não       | Sim                  | Sim       |
| Miguel Ramos        | —                                   | Não    | Não       | Não       | Não                | Não       | —                    | Sim       |
| Luana Piovanni      | Juraci                              | Não    | Sim       | Não       | Não                | Não       | —                    | Não       |
| Luís Aleluia (†)    | Ernesto                             | Não    | Sim       | Sim       | Sim                | Não       | Sim                  | Sim       |
| Ricardo Raposo      | Xavier «Xavi» da Silva Carocha      | Não    | Sim       | Não       | Sim                | Não       | Sim                  | Não       |
| Francisco Macau     | Ramiro Quebra Ossos                 | Não    | Sim       | Não       | Não                | Não       | —                    | Não       |
| Joana França        | Vitória Stephenie dos Anjos         | Não    | Sim       | Sim       | Sim                | Sim       | Sim                  | Sim       |
| Raquel Tavares      | Vanda «Vandinha» Carioca            | Não    | Não       | Não       | Não                | Não       | —                    | Sim       |
| Diogo Valsassina    | Alexandre «Alex»                    | Não    | Não       | Não       | Não                | Não       | —                    | Sim       |
| Tiago Castro        | Jornalista                          | Não    | Sim       | Não       | Não                | Não       | —                    | Não       |
| —                   | Romeu                               | Não    | Não       | Sim       | Não                | Não       | —                    | Não       |
| Susana Cacela       | Vicência Barata                     | Não    | Não       | Sim       | Não                | Não       | —                    | Não       |
| Helena Laureano     | Tuxa da Silva                       | Não    | Não       | Sim       | Sim                | Não       | —                    | Não       |
| Raquel Sampaio      | Rebecca                             | Não    | Não       | Não       | Não                | Não       | —                    | Sim       |
| Carlos Cunha        | Marcos Parreira                     | Não    | Não       | Não       | Não                | Não       | —                    | Sim       |
| Gonçalo de Oliveira | Ele mesmo                           | Não    | Não       | Sim       | Não                | Não       | —                    | Não       |
| Sara Norte          | Regina «Gina» Vasinho               | Não    | Não       | Sim       | Não                | Não       | —                    | Não       |
| Guilherme Leite     | Sultão 'Abdul Ala Que Se Faz Tarde' | Não    | Não       | Não       | Sim                | Não       | —                    | Não       |
| Vitor Hugo          | Venâncio Carocha                    | Não    | Não       | Não       | Sim                | Não       | —                    | Não       |
| Pedro Moldão        | Agente Pires                        | Não    | Não       | Não       | Sim                | Não       | —                    | Não       |
| Cátia Ribeiro       | Doutora da Conservatória            | Não    | Não       | Não       | Sim                | Não       | —                    | Não       |
| João Didelet        | Simão Malataia                      | Não    | Não       | Não       | Não                | Sim       | Sim                  | Não       |
| Joaquim Guerreiro   | Roberto Tainha                      | Não    | Não       | Não       | Não                | Sim       | —                    | Não       |
| Maria Tavares       | Matreira: A Ladra Carnavaleira      | Não    | Não       | Não       | Não                | Não       | —                    | Sim       |
| Cristina Oliveira   | Lurdes «Lurdinhas»                  | Não    | Não       | Não       | Não                | Não       | Sim                  | Não       |
| Matita Ferreira     | Frederica de Lemos «Kika»           | Não    | Não       | Não       | Não                | Não       | Sim                  | Não       |
| Ricardo Rodrigues   | Técnico de Desinfeção               | Não    | Não       | Não       | Não                | Não       | Sim                  | Não       |

(†) Ator/atriz falecido/a